# Uzon
Uzon (rusky Узон) je název komplexu dvou kalder (Uzon na severozápadě a Gejzernaja na jihovýchodě), nacházejících se ve východní části poloostrova Kamčatka, přibližně v polovině spojnice stratovulkánů Taunšic a Kichpinyč.

## Geologický vývoj
Kaldery tvoří depresi s rozměry 9 × 18 km a jejich vznik se datuje na vrchní pleistocén (cca 39 000 let). Objem ignimbritů, vyvržených při erupcích během formování komplexu má objem 20 až 25 km³ a pokrývá plochu přes 1700 km². Pozdější, postkalderová aktivita sestávala z extruzí menších lávových dómů a vzniku maarů.
Z holocénu je známo několik vulkanických center – Dalnoje ozero, tufový prstenec tvořený tmavě šedými andezity je starý přibližně 7700 až 7600 let. Kráter, v současnosti známý jako Chloridnoje ozero má dobu vzniku datovánu na 2000 až 1000 let před n. l. a Bannoje ozero na cca 3500 let před n. l.
V současnosti je oblast kalderového komplexu Uzon známa především díky gejzírovému poli (jedinému v Asii) Údolí gejzírů, které se nachází v 4 km dlouhém kaňonu na východním okraji kaldery Gejzernaja. Ve druhé kaldeře se také nacházejí četné termální prameny, jezírka s horkou vodou a bahenní sopky. Termální minerální vody mají zvýšený obsah bóru, křemíku, alkalických kovů, rtuti, arsenu a antimonu.